# 寺田岳史
寺田 岳史（てらだ がくし、1984年4月14日 - ）は、日本のミュージシャンである。ロックバンド・Quarter Centuryのボーカリスト兼ギタリストで、ジョーハープ・晴晴゛のメンバー。実業家。長野県長野市出身。信州大学教育学部附属長野小学校、信州大学教育学部附属長野中学校、長野県中野西高等学校(英語科)卒業、軽音楽部部長。身長は180cm。血液型はA型。アンテナフラッグス所属。

## 概要
- 2000年6月

長野市で井田優之介・内田浩之と共に「ジョーハープ」を結成。
毎週日曜日、長野駅前にてストリートライブを始める。
毎回300人を超すファンが詰めかけ
警察が出動するなどの事情により、
やむなくストリートライブを断念しなければならない状況だった。
- 2001年8月

テレビ信州（日本テレビ系列）「24時間テレビ」内
[第3回HEIANDOミュージシャンコンテスト」にてグランプリを受賞。
「アゲイン音楽祭」においても準グランプリを受賞。
- 2001年12月

自身作詞作曲による1st-Single『夕暮れ』リリース（廃盤）
「夕暮れ」：長澤まさみ主演ドラマ
「FIRST LOVE」テーマソング
「下り電車」： 長澤まさみ主演ドラマ
「FIRST LOVE」テーマソング
長野市内HEIANDOにてJ-POPチャート
2週間連続第1位の偉業を成し遂げ話題になる。
- 2002年3月

2nd-Single『希望の欠片』リリース（廃盤）
「希望の欠片」： テレビ信州「ズームイン朝！」内
天気予報テーマソング
長野県内のHEIANDOにてJ-POPチャート
3週間連続第1位の偉業を成し遂げ話題になる。
長野県内のイベントに出演。
NHK-BSやNHK長野等で特集を組まれるなど話題になる。
- 2003年2月

ラストライブ「ありがとうジョーハープ!!」開催。
田村はるなをドラムに迎え、
晴晴゛として新しいスタートを切る。
- 2003年7月

ソニー・ミュージックレコーズよりメジャーデビュー。
- 2003年8月

1st-Single『スーパーカー』リリース。
「スーパーカー」：TBS系全国ネット
「CDTV」オープニングテーマ
- 2004年3月

2ndSingle『あの場所へ』リリース。
「あの場所へ」：「劇場版ワンピース～呪われた聖剣～」主題歌
「夏の全国高校野球選手権大会」
長野県大会テーマソング
「夢のつづき」：「河合塾(高校グリーンコース)TVCMソング」
HEY!HEY!HEY!、POP JAM等数々の番組に出演。
- 2004年5月

地元長野で初のワンマンライブ開催。
東京シティロードレースゲスト参加。
- 2004年6月

東京でワンマンライブ開催。
- 2004年8月

3rd‐Single『太陽に焦がれて』リリース。
「太陽に焦がれて」：テレビ東京系全国ネット
「SDガンダムフォース」オープニングテーマ
「青空」：「東京シティロードレース2004」大会テーマソング
- 2004年9月

「2005年日韓友情年プレ・イベント」
第3回日韓親善ロックフェスティバルinソウルにて日本代表アーティストに選ばれ、 日韓親善大使として韓国でライブを行い成功を収める。
- 2005年8月

晴晴゛解散後、ファンクラブ会員を対象にラストソング『１－位置－』を配布。
- 2005年9月

『RED★STAR』
ライブサポートギター参加
- 2008年2月

『Club Prince』
ライブサポートギター参加
- 2010年6月

『ホスキャバ動画』設立
- 2013年4月

『アンテナフラッグス』所属
- 2013年11月～

『竹田京右』
ライブサポートギター参加
- 2014年6月～

『前田由紀 ex-Whiteberry』
ライブサポートギター参加
- 2014年8月～

『Sabao ex-Hysteric Blue』
ライブサポートギター参加
- 2016年6月～

株式会社アンテナフラッグス 代表取締役就任
- 2018年3月～

橋本真依
レコーディング&ライブ参加
- 2020年4月～

Quarter Century
LINDBERGのドラマー小柳"cherry"昌法とユニット結成
- 2020年7月～

Quarter Century
ソニー・ミュージックソリューションズより、SPEED STARをリリース

## 人物
自らが代表取締役として務めるプロダクションに、ソロアーティストとしても所属している。
ソロではアニメイベントにゲストとして出演することが多い。
ソニー・ミュージックレコーズやビーイングアーティストのサポートギターを務める他、アップフロントプロモーションではJuice=Juiceの宮本佳林のギター講師も務めている。

## 作品
2001年12月
| 夕暮れ
|長澤まさみ主演ドラマ「FIRST LOVE」テーマソング
1. 夕暮れ  【作詞:寺田岳史/作曲:寺田岳史】

2001年12月
| 下り電車
|長澤まさみ主演ドラマ「FIRST LOVE」テーマソング
1. 下り電車  【作詞:寺田岳史/作曲:寺田岳史】

2004年7月28日
| 太陽に焦がれて
|SRCL-5749 テレビ東京系全国ネット
「SDガンダムフォース」オープニングテーマ
1. 青空 [3:51]  【作詞:内田浩之/作曲:寺田岳史/編曲:明石昌夫,寺田岳史】

2020年7月1日
| SPEED STAR
AFR-001
1. SPEED STAR  【作詞:寺田岳史/作曲:寺田岳史/編曲:寺田岳史,shinpei】
フジテレビ系 音楽情報番組「Tune」エンディングテーマ

2020年7月1日
| ヒーロー
1. ヒーロー　 【作詞:寺田岳史/作曲:寺田岳史/編曲:寺田岳史】
tvk(テレビ神奈川) 音楽情報バラエティ「関内デビル」テーマソング

2020年7月1日
| 雨
1. 雨　【作詞:寺田岳史/作曲:寺田岳史/編曲:shinpei,寺田岳史】
テレビ朝日系 広島ホームテレビ「恋とか愛とか（仮）」エンディングテーマ